# Dopolavoro Aziendale Falck 1941-1942
Questa voce raccoglie le informazioni riguardanti il Dopolavoro Aziendale Falck nelle competizioni ufficiali della stagione 1941-1942.

## Rosa
| N. |                   | Ruolo | Calciatore          |
| -- | ----------------- | ----- | ------------------- |
|    | Italia (bandiera) | A     | Carlo Arosio        |
|    | Italia (bandiera) | D     | Orlando Barzaghi    |
|    | Italia (bandiera) | P     | Arturo Beretta      |
|    | Italia (bandiera) | A     | Maurizio Biella     |
|    | Italia (bandiera) | A     | Luigi Bigatti       |
|    | Italia (bandiera) | P     | Aristide Bossi      |
|    | Italia (bandiera) | C     | Radames Buzzi       |
|    | Italia (bandiera) | A     | Antonio Calabrese   |
|    | Italia (bandiera) | C     | Giuseppe Carminati  |
|    | Italia (bandiera) | C     | Giuseppe Casati     |
|    | Italia (bandiera) | D     | Ambrogio Colombo    |
|    | Italia (bandiera) | D     | Adone Comotti       |
|    | Italia (bandiera) |       | Donati              |
|    | Italia (bandiera) | A     | Aldo Ducceschi      |
|    | Italia (bandiera) | A     | Camillo Fusi        |
|    | Italia (bandiera) |       | Pierino Gavazzi     |
|    | Italia (bandiera) | A     | Luigi Gelosa        |
|    | Italia (bandiera) | A     | Costantino Galbiati |

| N. |                   | Ruolo | Calciatore         |
| -- | ----------------- | ----- | ------------------ |
|    | Italia (bandiera) | C     | Diego Ghezzi       |
|    | Italia (bandiera) | A     | Giovanni Grendene  |
|    | Italia (bandiera) | A     | Piero Lucchini     |
|    | Italia (bandiera) | A     | Bruno Magni        |
|    | Italia (bandiera) | P     | Bruno Maurizi      |
|    | Italia (bandiera) | A     | Pietro Pesenti     |
|    | Italia (bandiera) | A     | Enrico Pirovano    |
|    | Italia (bandiera) | C     | Pietro Raschitelli |
|    | Italia (bandiera) | C     | Tarcisio Sangalli  |
|    | Italia (bandiera) | A     | Giuseppe Sappia    |
|    | Italia (bandiera) | D     | Giuseppe Seregni   |
|    | Italia (bandiera) | A     | Giuseppe Solcia    |
|    | Italia (bandiera) | C     | Giovanni Stucchi   |
|    | Italia (bandiera) | C     | Giuseppe Taccani   |
|    | Italia (bandiera) | P     | Pietro Vergani     |
|    | Italia (bandiera) | C     | Spartaco Viani     |
|    | Italia (bandiera) | A     | Cherubino Villa    |
|    | Italia (bandiera) | A     | Severino Vismara   |